# Große Synagoge (Schepetiwka)

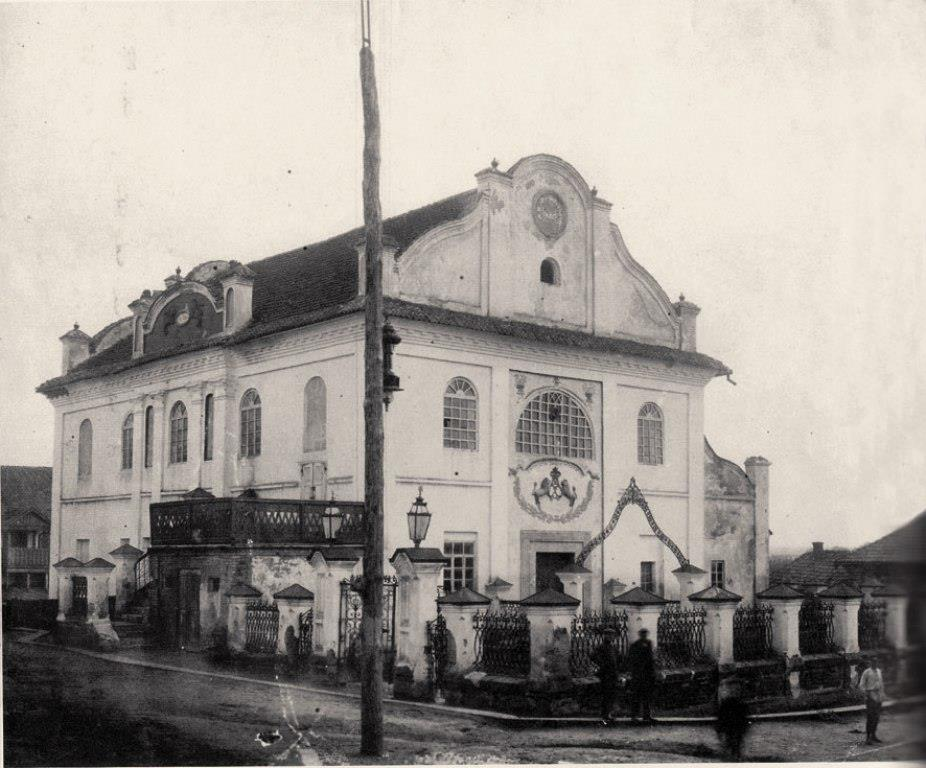
Synagoge vor dem Ersten Weltkrieg

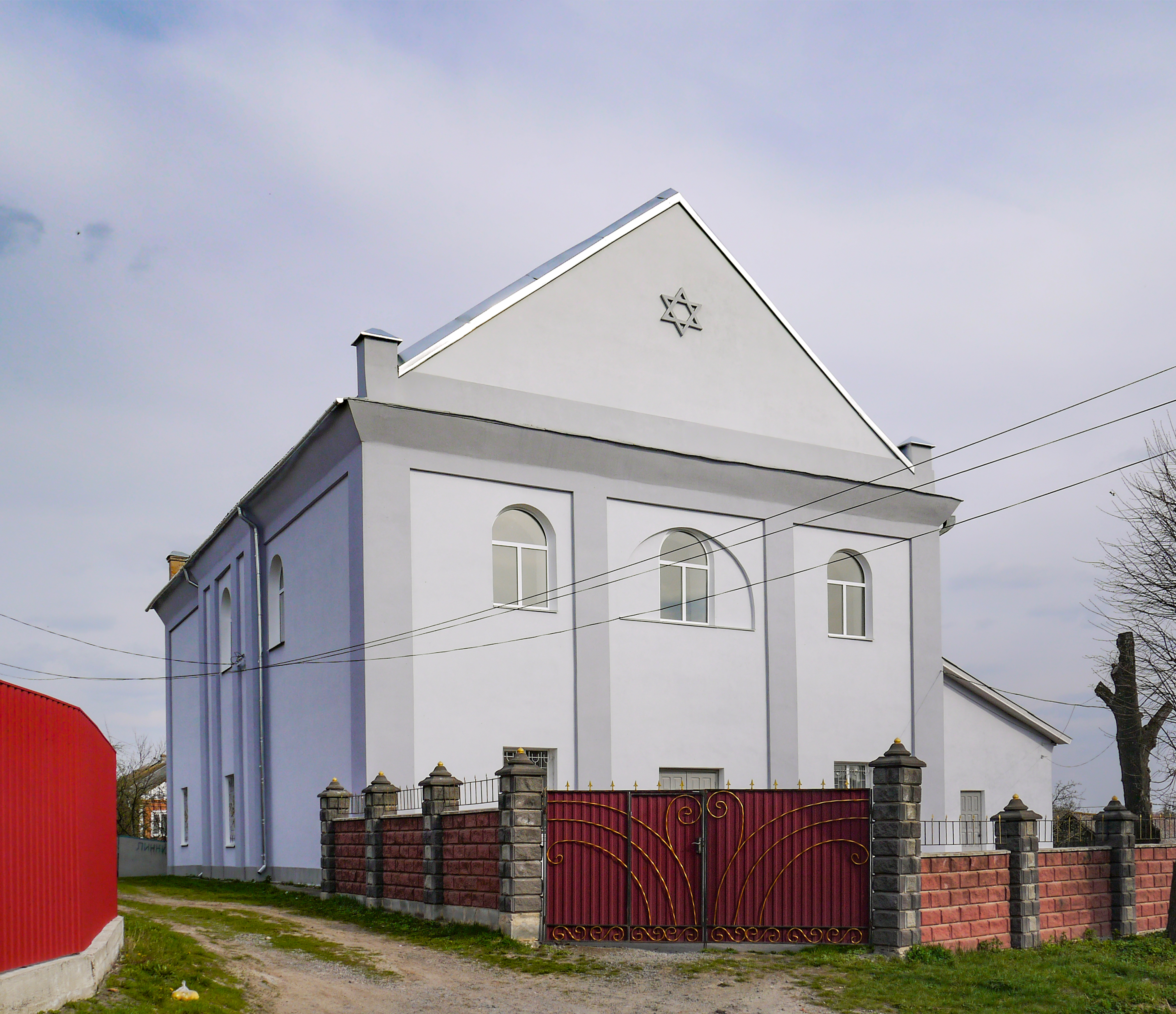
Synagoge 2019

Die Große Synagoge in Schepetiwka in der ukrainischen Oblast Chmelnyzkyj wurde vermutlich in der ersten Hälfte des 19. Jahrhunderts erbaut. Das Gebäude ist renoviert und in einem guten Zustand.

## Geschichte
Das genaue Erbauungsdatum ist unbekannt. Von 1854 ist eine offizielle Genehmigung bekannt; diese wurden damals oft erst nachträglich erteilt. Im Ersten Weltkrieg und wenig später im Russischen Bürgerkrieg wurde das Gebäude beschädigt. 1926 wurden Reparaturen durchgeführt. Dabei wurden einige Stilelemente des Anbaus bereits vereinfacht. Im Zweiten Weltkrieg wurde die Synagoge wiederum beschädigt. Nach dem Krieg wurde sie zunächst wieder als Synagoge genutzt. Bei den Reparaturen wurden im Laufe der Jahre weitere Vereinfachungen durchgeführt; so wurde der bisher geschwungene Giebel durch einen spitzen Giebel ersetzt sowie Fenster zugemauert und an anderen Stellen neue durch die Wände gebrochen. Alle äußeren Merkmale, die auf eine Synagoge hindeuteten, wurden eliminiert.
Im Inneren wurde ein zweites Stockwerk eingezogen. In der unteren Etage wurden eine Produktionsstätte für Sauerkraut sowie weitere Räume eingerichtet. Der östliche Teil der oberen Etage konnte ab 1992 für religiöse Zwecke genutzt werden.
In den letzten Jahren (vor 2020) fanden umfangreiche Renovierungen statt.

## Architektur
Die Synagoge in Schepetiwka vereint Elemente des Barock und des Klassizismus, wie es für viele Synagogen in Wolhynien üblich war.
Das Gebäude steht an einem nach Süden zum Fluss Huska abfallenden Hang. Dort befindet sich auch entlang der ganzen Seite ein etwas tieferliegender zweistöckiger Anbau, der vermutlich die Gebetsräume der Frauen enthielt.
Die Fassade der Westseite und der zur Stadt gerichteten Nordseite war in zwei Ebenen gegliedert; die obere Ebene hatte Rundbogenfenster und das Erdgeschoss rechteckige Fenster. Zusätzlich gliederten Pilaster die Wände noch vertikal. Der Giebel war geschwungen. Besonders bei den Umbauten in den 1950er Jahren wurden die Fassade und Giebel erheblich vereinfacht und ihrer Ornamente beraubt.
Der hohe, gemauerte Toraschrein befand sich in der Mitte der östlichen Wand und ist ebenso wie die Bima nicht mehr vorhanden.